# Miacora diphyes
Miacora diphyes är en fjärilsart som beskrevs av Forbes 1942. Miacora diphyes ingår i släktet Miacora och familjen träfjärilar. Inga underarter finns listade i Catalogue of Life.